# Juvisy-sur-Orge
Juvisy-sur-Orge är en kommun i departementet Essonne i regionen Île-de-France i norra Frankrike. Kommunen ligger i kantonen Juvisy-sur-Orge som tillhör arrondissementet Palaiseau. År 2022 hade Juvisy-sur-Orge 18 978 invånare.

## Befolkningsutveckling
Antalet invånare i kommunen Juvisy-sur-Orge
| Referens: INSEE |